# Odobenocetop
Els odobenocetops (Odobenocetops) ('balena amb cara de morsa') eren uns petits cetacis del Pliocè. Visqueren en allò que avui en dia és el Perú.

## Descripció
Odobenocetops mesurava aproximadament 2,1 metres de llarg i pesava entre 150 i 650 quilograms.

### Ullals
Els ullals dels odobenocetops eren les seves armes més grans, amb una llargada d'aproximadament 25 cm. Un descobriment remarcable fou un O. leptodon que tenia l'ullal dret 135 cm més llarg que l'esquerre.